# Gotta see Jane
Gotta see Jane is een single van R. Dean Taylor. Het is afkomstig van hun album I think, therefore I am, dat pas een aantal jaren later verscheen. Het nummer is geschreven door de artiest zelf, Eddie Holland van Holland–Dozier–Holland en Ronald Miller, een componist van Motown Records. Het plaatje werd uitgegeven in de zomer van 1968. Er zijn slechts weinig covers van dit nummer bekend. Een van de onbekendste zal die van Golden Earring zijn; zij namen het op voor hun matig verkochte album Love Sweat, alhoewel het wel op single verscheen (B-kant Try a little tenderness).

## Hitnotering
Het stond bij de eerste release 12 weken in de Britse Single Top 50 en haalde de 17e plaats; bij heruitgaven in 1974 en 2004 waren de verkoopcijfers behoorlijk minder. Een van die versies wist een 67e plaats in vier weken tijd in de Billboard Hot 100 te halen (waarschijnlijk versie 1974). In de Nederlandse Muziek Expres stond het twee maanden (maandlijsten) genoteerd op respectievelijk plaats 48 en 38.

### Nederlandse Top 40
| Positie: | 39 | 32 | 40 | 36 | 33 | uit |

### NPO Radio 2 Top 2000
| Nummer met noteringen in de NPO Radio 2 Top 2000 | '99  | '00 | '01  |
| ------------------------------------------------ | ---- | --- | ---- |
| Gotta see Jane                                   | 1911 | -   | 1932 |

1. ↑  Een '-' betekent dat het nummer niet was genoteerd en een vetgedrukt getal geeft de hoogste notering aan.
2. ↑  Deze tabel is bijgewerkt tot en met de laatste editie (2024).

Discografie